# Гшоссманн, Людвиг
Людвиг Гшоссманн (нем. Ludwig Gschossmann, также Gschosmann, 8 июля 1913 года, Мюнхен — 22 августа 1988 года, Тегернзе) — немецкий художник.

## Биография

### Ранние годы
Само появление на свет Людвига Гшоссманна овеяно тайной. Согласно большинству источников художник родился в Страсбурге. Называют и разные даты рождения Гшоссманна: упоминаются 1894, 1901 и 1914 годы. Согласно «Общему лексикону художников всех времен и народов» (Allgemeines Künstlerlexikon: Die bildenden Künstler aller Zeiten und Völker) Людвиг Гшоссманн родился 8 июля 1913 года в Мюнхене.

### Образование
Детство и юность художника прошли в Вахау. Он был учеником высшей школы изобразительных искусств в Гамбурге, учился искусству фрески в Королевской художественной школе ремесел в Мюнхене, посещал занятия в академии художеств в Мюнхене, мастерская профессора Бауэра, а также курсы для декораторов в Аугсбурге и в Любеке.

## Творчество

### Стиль
В начале своей творческой деятельности Людвиг Гшоссманн писал в стиле реализм. Он стал заметным художником — пейзажистом. Но с годами в его творчестве начинает все более ощущаться влияние импрессионистов. Все чаще он начинает писать полотна в стиле импрессионизм. Кроме пейзажей уделяет внимание бытовой тематике, рисует сцены из светской жизни. Большую роль в формировании стиля и тематики Гшоссманна сыграл известный мюнхенский художник Отто Пиппель. Именно он повлиял на окончательное формирование Гшоссманна, как художника — импрессиониста. Изменилась и тематика произведений: кроме пейзажей, появились изображения сцен из городской и светской жизни. Среди других мотивов, которые волновали художника: изображение им Тегернзе, Штарнберга и Штарнбергского озера, Цюрихского озера. Большую известность принесла художнику серия картин под общим названием «Нескучные вечера»: картины с изображением сцен оперного бала в Мюнхене и Баден- Бадене. Известны также сцены охоты.
Умер художник 22 августа 1988 года в Тегернзе.

### Выставки
Произведения художника с большим успехом выставлялись как в Германии (например, дом искусства, Мюнхен), так и во Франции, Швеции, Швейцарии и Соединенных Штатах Америки(например, в Нью-Йорке действует постоянная экспозиция в Arnot Art Gallery ). Людвиг Гшоссманн был членом Мюнхенского Объединения Художников.

## Избранные произведения
- Дорога в оперу в Баден-Баден, 1975
- Бал в Мюнхенской опере
- Королевская охота
- Ландшафт с панорамой Альп
- Прибытие гостей, 1975
- Летняя сцена с каретой
- Летний завтрак в Штарнберге
- Город у моря
- Венеция
- Рыбак на Тегернзе
- Пикник на Химзее
- Небольшой поселок в Альпах
- Озеро в Альпах
- Осенний Тирольский пейзаж с деревней на берегу реки